# 城市到海灘馬拉松大賽

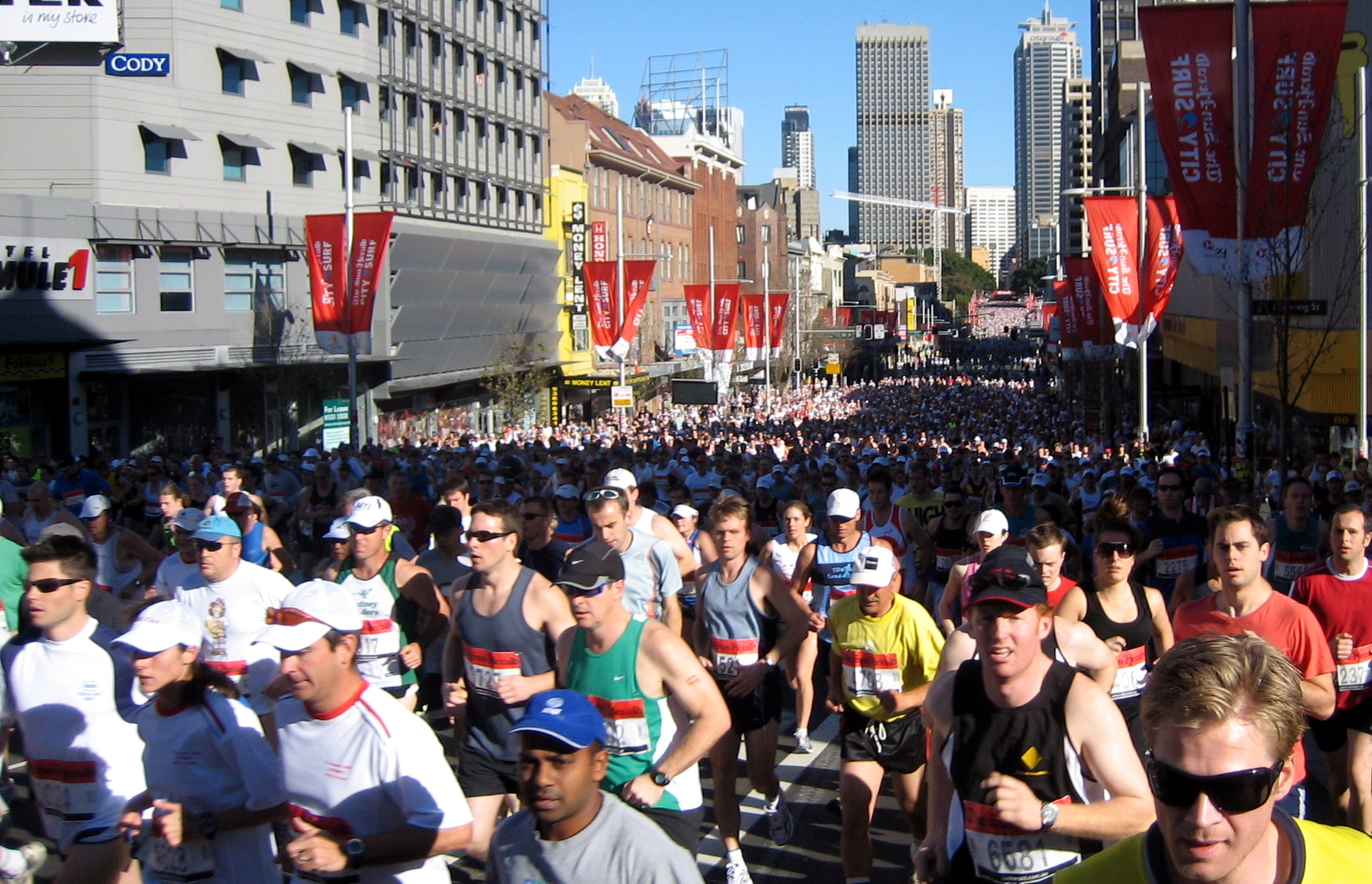
攝於2007年，英皇十字

城市到海灘馬拉松大賽（英語：City to Surf）是澳洲悉尼一年一度的公路長跑比賽，顧名思義，是由城市跑到海灘，總長度為14（8.7英里），每年吸引多達8萬名選手參加。參賽者包括職業選手，但是大部份都屬業餘，更多的只在乎參與，還有不少作古怪裝扮自娛一翻。

## 歷史
受三藩市「Bay to Breakers」所啟發，悉尼本地小報《The Sun》的一班員工，聯同新南威爾士州業餘田徑總會（Amateur Athletic Association of NSW）和新南威爾士州女子業餘田徑總會（NSW Women's Amateur Athletic Association），於1971年9月5日，舉辦了第一屆城市到海灘馬拉松大賽，吸引了超過2,000人參加。自1973年起，每年8月第二個星期日都會舉辦賽跑（2000年為將就悉尼奧運，提早於7月舉辦）。
2010年，在該賽事成立40週年之際，參賽人數達到了創紀錄的80,000人，成為全球同類跑步活動中規模最大的一次。這一高水準的參與度一直延續至今。
该賽事紀錄是40分3秒，由史蒂夫·莫內蓋蒂在1991年創造。女子紀錄是45分8秒，由蘇西·鮑爾-里夫斯在2001年創造。
由於新冠肺炎 (COVID-19) 大流行，2020年的50週年紀念活動從8月9日推遲至10月18日，並且歷史上首次取消了現場活動。取而代之的是，該活動以虛擬形式舉行，參與者被要求使用 City2Surf Virtual Run 應用程序，在各自的當地街道上完成整個賽程。
2022年8月14日，該賽事自2019年以來首次回歸現場举行。

## 路線
由悉尼商業中心區出發，途經悉尼東部多個郊區，包括英皇十字、瑞熙卡爾特灣、德寶灣、玫瑰灣、沃克呂茲、多佛高地，終點設於世界知名的邦代海灘。途中起伏不斷，最具挑戰性的莫過於玫瑰灣到沃克呂茲，長達2（1.2英里），名為「心碎山」（Heartbreak hill）的上坡道。